# Método de Lax–Wendroff
O método de Lax–Wendroff, em homenagem a Peter Lax e Burton Wendroff, é um método numérico para a resolução de equações hiperbólicas em derivadas parciais, baseado em diferenças finitas. É um método de segunda ordem no tempo e no espaço. Lax e Wendroﬀ apresentaram um método de discretização de segunda ordem para a solução de equações hiperbólicas, o que substituiu o método de Lax-friedrichs.

## Ilustração do método
Para determinar o método de Lax-Wendroff, podemos expandir a variável {\displaystyle u} em séries de Taylor e truncar os termos até a segunda ordem:
{\displaystyle (1)\qquad u_{i}^{n+1}=u_{i}^{n}+\Delta t\left({\frac {\partial u}{\partial t}}\right)+{\frac {\Delta t^{2}}{2}}\left({\frac {\partial ^{2}u}{\partial t^{2}}}\right)}
Relacionando as derivadas do tempo e do espaço:
{\displaystyle {\frac {\partial u}{\partial t}}=-c{\frac {\partial u}{\partial x}}}
{\displaystyle {\frac {\partial ^{2}u}{\partial t^{2}}}={\frac {\partial }{\partial t}}\left({\frac {\partial u}{\partial t}}\right)=-c{\frac {\partial }{\partial x}}\left(-c{\frac {\partial u}{\partial x}}\right)=c^{2}{\frac {\partial ^{2}u}{\partial x^{2}}}}
Podemos fazer substituições na equação (1), obtendo:
{\displaystyle (2)\qquad u_{i}^{n+1}=u_{i}^{n}-c\Delta t\left({\frac {\partial u}{\partial x}}\right)+c^{2}{\frac {\Delta t^{2}}{2}}\left({\frac {\partial ^{2}u}{\partial x^{2}}}\right)}
Usando diferenças centradas de primeira e segunda ordem em relação ao espaço:
{\displaystyle {\frac {\partial u}{\partial x}}={\frac {u_{i+1}^{n}-u_{i-1}^{n}}{2\Delta x}}}
{\displaystyle {\frac {\partial ^{2}u}{\partial x^{2}}}={\frac {u_{i+1}^{n}-2u_{i}^{n}+u_{i-1}^{n}}{\Delta x^{2}}}}
E substituindo em (2), obtemos assim o método de Lax-Wendroff:
{\displaystyle u_{i}^{n+1}=u_{i}^{n}-{\frac {c\Delta t}{2\Delta x}}\left(u_{i+1}^{n}-u_{i-1}^{n}\right)+{\frac {c^{2}\Delta t^{2}}{2\Delta x^{2}}}\left(u_{i+1}^{n}-2u_{i}^{n}+u_{i-1}^{n}\right)}
O qual também pode ser mostrado em relação ao número de Courant–Friedrichs–Lewy(CFL):
{\displaystyle u_{i}^{n+1}=u_{i}^{n}-{\frac {\sigma }{2}}\left(u_{i+1}^{n}-u_{i-1}^{n}\right)+{\frac {\sigma ^{2}}{2}}\left(u_{i+1}^{n}-2u_{i}^{n}+u_{i-1}^{n}\right)}